# Aprasia smithi
Aprasia smithi är en ödleart som beskrevs av Storr 1970. Aprasia smithi ingår i släktet Aprasia och familjen fenfotingar. Inga underarter finns listade i Catalogue of Life.
Arten förekommer i delstaten Western Australia i Australien. Honor lägger ägg.